# Maguette N'Diaye
Maguette N'Diaye je senegalský fotbalový rozhodčí, působící především v Saúdskoarabské lize.

## Kariéra
Kariéru sice začal v senegalské lize, poté se ale přesunul do Saúdské Arábie. Africký fotbal ale neopustil, stále píská zápasy v Lize mistrů CAF a Konfederačním poháru CAF, což je obdoba africké Ligy mistrů, resp. Evropské ligy. Také se zúčastnuje reprezentačních turnajů, konkrétně soudcoval Africké mistrovství národů v roce 2019, Africký pohár národů 2021 v roce 2022 a Mistrovství světa hráčů do 20 let v roce 2019. V roce 2022 ho FIFA zařadila na seznam 36 hlavních sudích Mistrovství světa 2022.